# Нульові коливання
Нульові коливання — зумовлені принципом невизначеності коливання квантовомеханічної системи у стані з мінімальною енергією.
Згідно з принципом невизначеності координату й імпульс неможливо визначити одночасно. Це твердження позначається на основному стані 
квантовомеханічної системи. У класичній фізиці стан із найменшою енергією відповідає непорушним частинкам, кінетична енергія яких 
дорівнює нулю. В квантовій механіці рівну нулю кінетичну енергію може мати лише вільна частинка, при цьому її місце перебування згідно з принципом невизначеності неможливо визначити жодним способом. Така частка була б розмазана по всьому Всесвіті.
Якщо місцеперебування частинки обмежене в просторі якоюсь взаємодією, то, відповідно, з'являється невизначеність її імпульсу. 
{\displaystyle \Delta x\Delta p\geq \hbar /2},
а отже імпульс частинки не дорівнює нулю. Квантовомеханічна частинка не може застигнути в якійсь точці простору. Вона обов'язково повинна 
коливатися навколо точки, де її потенціальна енергія має мінімум. 
Для гармонічного осцилятора енергія нульових коливань дорівнює 
{\displaystyle E={\frac {\hbar \omega }{2}}},
де ω - власна частота осцилятора, а {\displaystyle \hbar } - приведена стала Планка. 
Поняття про нульові коливання відіграє велику роль у визначенні стану вакууму.